# Юйцзюлюй Поломэнь
Юйцзюлюй Поломэнь (кит. упр. 郁久閭婆羅門, пиньинь Yùjiǔlǘ Póluómén) (тронное имя. Миоукэшэгоу Хан (彌偶可社句可汗)) — каган жужаней с 521 года по 524 год н. э.. Был признан в качестве кагана большей частью князей жужаней, но международного признания не получил. Так с 521 по 524 у жужаней было два кагана: Анагуй — бежавший в Китай и Поломэнь в землях жужаней.

## Правление
Когда каган Юйцзюлюй Анагуй бежал из ставки орды, его дядя Поломэнь собрал несколько тысяч войска и разгромил мятежных жужаней. Поскольку Анагуй бежал в Северную Вэй, Поломэнь счёл возможным провозгласить себя каганом Миоукэшэгоу. Китайский двор отправил посла Цзюйжиня, который должен был узнать намерения Поломэня и призвать его принять Анагуя. Поломэнь не стал разговаривать с послом, который отказался отдать ему почесть как суверенному владыке. За послом была установлена слежка, а каган велел передать, что Анагуй может вернуться.
Вскоре в каганате снова начались волнения, чем воспользовались гаоцзюйцы и напали на Поломэня. Каган был вынужден перенести ставку к Лянчжоу (Центральное Ганьсу) и просил принять его в китайское подданство. В целом Поломэнь утратил власть над жужанями и те стали грабить друг друга. Вэйский двор прислал Даунь Хуана, который объявил, что жужани будут теперь разделены на две орды, Поломэнь будет восточным ханом со ставкой близ Кукунора, а Анагуй будет править на западе. Поломэнь собирался восстать и со своими воинами бежать к родственникам, но китайские войска арестовали его и в 522 отвезли в Лоян. В Лояне Поломэнь жил под арестом во дворце Лонананьгуань, где умер в 524 году. После смерти получил почётный титул Гун.